# Jam (canção)
"Jam" é uma canção do cantor norte-americano Michael Jackson, gravada para o seu oitavo álbum de estúdio em carreira solo Dangerous, este mesmo lançado no ano de 1991. O single foi re-lançado em 2006 como parte da coleção Visionary: The Video Singles. A parte rap da música é interpretada por Heavy D, membro do grupo Heavy D & The Boys da época. O videoclipe apresenta um ícone da NBA: Michael Jordan. A música também apresenta o time de Jordan no ano de 1992, o Chicago Bulls.

## Performances
A canção Jam foi performada como primeira música na turnê Dangerous World Tour, esteve “reduzidamente” no Medley de Michael no Super Bowl XXVII 1993 e foi performada no show real de Brunei, em 1996, concerto sob parceria de Dangerous-HIStory. Iria ser performada na turnê This Is It, porém a turnê foi cancelada após a morte do cantor (25 de junho de 2009).

## Música
Lançado como quarto single do álbum Dangerous de 1991, JAM se diferencia pelas batidas alternadas de hip-hop, ritmo que ganhou impulso entre o fim da década de 80 e o início da década de 90. A canção foi uma das primeiras músicas de artistas pop que começaram a aderir rap no meio da melodia, algo que se tornaria frequente nos anos seguintes. A música começa com um som semelhante ao de um vidro quebrando, o que tornou-se uma de suas marcas registrada. Aos 3:07 da música, um rap, performado por Heavy D, é intercalado com a música. A música foi escolhida para abrir os shows da mega-turnê Dangerous World Tour. Esta canção foi indicada a dois Grammys, o de "Melhor performance vocal em R&B" e "Melhor canção de R&B".

## Videoclipe
O videoclipe de "JAM" se destaca dos demais vídeos do cantor por apresentar a estrela do basquete americano da NBA, Michael Jordan. No vídeo, Jordan joga basquete com Jackson e depois tenta ensinar a ele alguns lances do jogo. Em uma versão estendida do vídeo, há uma sequência onde Jackson ensina a Jordan alguns passos de dança, principalmente o Moonwalk. A sequência completa do videoclipe encontra-se no DVD Dangerous - The Short Films.

## Single
O single ficou em 3º e 4º lugar simultaneamente nos Charts da Billboard para R&B/Hip Hop e Dance music/Club Play respectivamente. Na Itália, a música alcançou a 11ª posição e na Suíça alcançou a 4ª posição.

## Faixas e formatos
7" Single
1. Jam (7" Edit)
2. Beat It (Moby's Sub Mix)

CD-Maxi
1. Jam (7" Edit)
2. Jam (Roger's Jeep Mix)
3. Jam (Atlanta Techno Dub)
4. Wanna Be Startin' Somethin' (Brothers In Rhythm House Mix)

DualDisc-Single
1. Jam
2. Jam (Silky 12" Mix)

DVD
1. Jam (Vídeo)

Single Australiano
1. Jam" (Roger's Club mix) – 6:20
2. Jam" (Atlanta Techno Mix) – 6:06
3. Jam" (Teddy's Jam)
4. Jam" (7" Edit)
5. Come Together
6. Don't Stop 'Til You Get Enough"(Roger's Underground Solution Mix)
7. Jam" (Roger's Jeep Mix)
8. Jam" (E Smoove's Jazzy Jam)

## Desempenho nas paradas
| Paradas (1992/2006/2009)           | Melhor posição |
| ---------------------------------- | -------------- |
| Australia Singles Chart            | 11             |
| Austrian Singles Chart             | 28             |
| Dutch Singles Chart                | 12             |
| Italian Singles Chart              | 11             |
| French Singles Chart               | 8              |
| New Zealand RIANZ Singles Chart    | 2              |
| Spanish Singles Chart              | 1              |
| Swedish Singles Chart              | 30             |
| Swiss Singles Chart                | 22             |
| UK Singles Chart                   | 12             |
| US Billboard Hot 100               | 26             |
| US Billboard Hot R&B/Hip-Hop Songs | 3              |
| US Billboard Hot Dance Club Songs  | 4              |